# Léon-Benoit-Charles Thomas

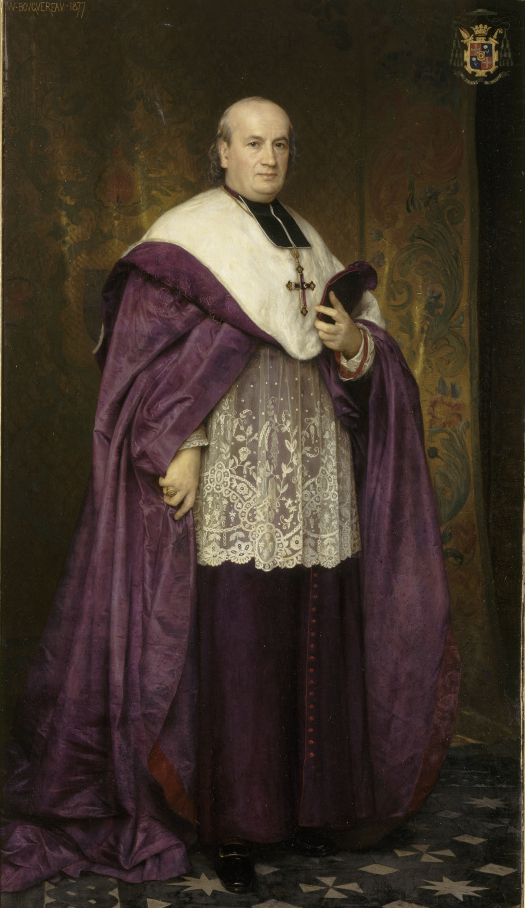

Léon-Benoit-Charles Thomas (Paray-le-Monial, 29 mei 1826 – Rouen, 9 maart 1894) was een Frans aartsbisschop en kardinaal. Zijn bijnaam was Thomas le Magnifique omwille van zijn zin voor uitgebreide kerkdiensten.

## Levensloop
Na zijn priesterstudies in Autun, Issy-les-Moulineaux en Rome werd hij priester gewijd in Autun in 1850. Hij werkte er op het bisdom Autun en maakte er carrière als vicaris-generaal. In 1867 werd hij tot bisschop van La Rochelle gewijd en was toen in Frankrijk als 41-jarige de jongste bisschop. Hij nam deel als concilievader aan het Eerste Vaticaans Concilie in Rome.
In 1884 werd hij aartsbisschop van Rouen en, in deze functie, primaat van Normandië. Paus Leo XIII creëerde hem in 1893 tot kardinaal, met als titelkerk in Rome de Santa Francesca Romana.

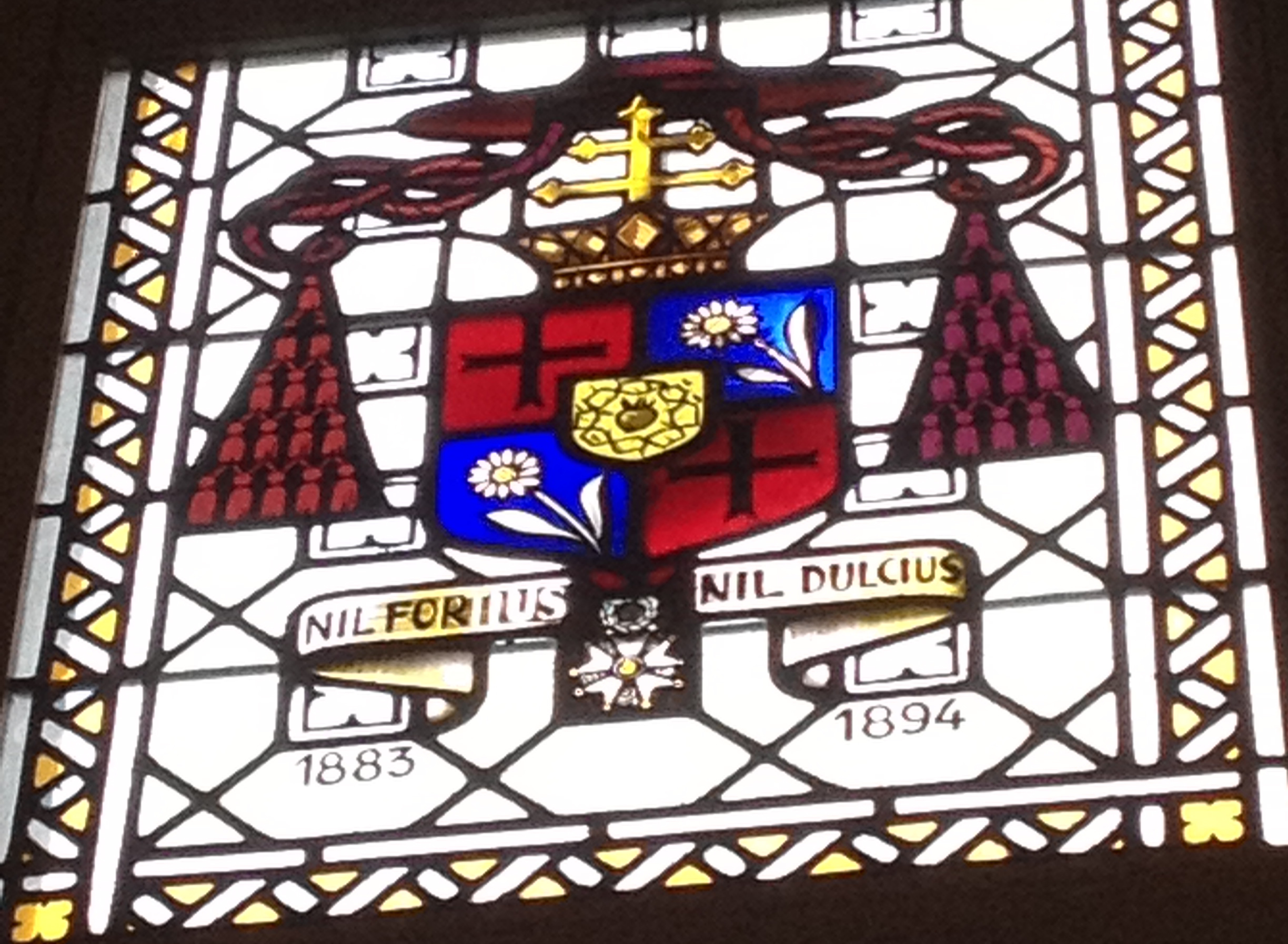
Glasraam in Rouen met zijn wapenschild als kardinaal-aartsbisschop

- Bibliothèque nationale de France: cb15500824x (data)
- Gemeinsame Normdatei: 1152388436
- International Standard Name Identifier: 0000 0000 6155 9001
- Base Léonore: LH//2596/74
- Système universitaire de documentation: 118232274
- Virtual International Authority File: 22444154
- WorldCat: E39PBJwHjTVTH7bbyk4HYvhj4q